# 2022 год в Италии

## Январь
- 4 января — Ликвидирована EGO Airways[англ.]
- 24 — 29 января — Президентские выборы в Италии (2022). Серджо Маттарелла переизбран президентом Италии

## Июнь
- 12 июня — Референдум по вопросам судебной системы[англ.]

## Июль
- 3 июля — Обрушение ледника Мармолада
- 9 июля — Основана AeroItalia[англ.]
- Правительственный кризис в Италии (2022)

## Сентябрь
- 25 сентября — Парламентские выборы в Италии (2022)

## Октябрь
- 22 октября — Джорджа Мелони избрана председателем Совета министров Италии. Сформировано новое правительство Италии.

## Ноябрь
- 15—16 ноября — Участие в Саммите G-20 2022
- 26 ноября — Открыта линия M4 Миланского метрополитена «Аэропорт Линате» — «Датео»[1]
- 28 ноября
  - Экономический и политический форум «Lombardia 2030» (Милан)[2]
  - Регулятор Италии наложил на Vodafone Italy[англ.] штраф в размере 500 000 евро за изменение оператора клиенту на Vodafone без его согласия[3]

## Без точных дат
- Продолжение пандемии коронавируса
- Энергетический кризис
- Аномальная жара, зафиксированная с июня по август и в октябре

## В музыке
- 1—5 февраля — 72-й Фестиваль в Сан-Ремо
- 10—14 мая — Турин принял Евровидение-2022

## В искусстве
- 23 апреля—27 ноября — 59-я[англ.] Венецианская биеннале
- 20 мая—20 ноября — 23-я[англ.] Миланская триеннале
- 67-я церемония Давид ди Донателло

## В спорте
- Джиро д’Италия 2022
- Страде Бьянке 2022
- Тиррено — Адриатико 2022
- Финал Гран-при по фигурному катанию 2022/2023
- Lombardia Trophy 2022

## Умерли
- 14 июля — Скальфари, Эудженио, журналист, писатель.